# Maria de Courtenay
Maria de Courtenay (ur. ok. 1204, zm. wrzesień 1228) – cesarzowa bizantyńska, żona Teodora I Laskarysa (1204–1222).

## Życiorys
Była córką Piotra II de Courtenay, cesarza Cesarstwa Łacińskiego w latach 1216–1217 i cesarzowej-regentki Jolanty Flandryjskiej. Została trzecią żoną cesarza nicejskiego Teodora I Laskarysa (1204–1222). Z małżeństwa nie było żadnych dzieci.